# Bahía de Jávea

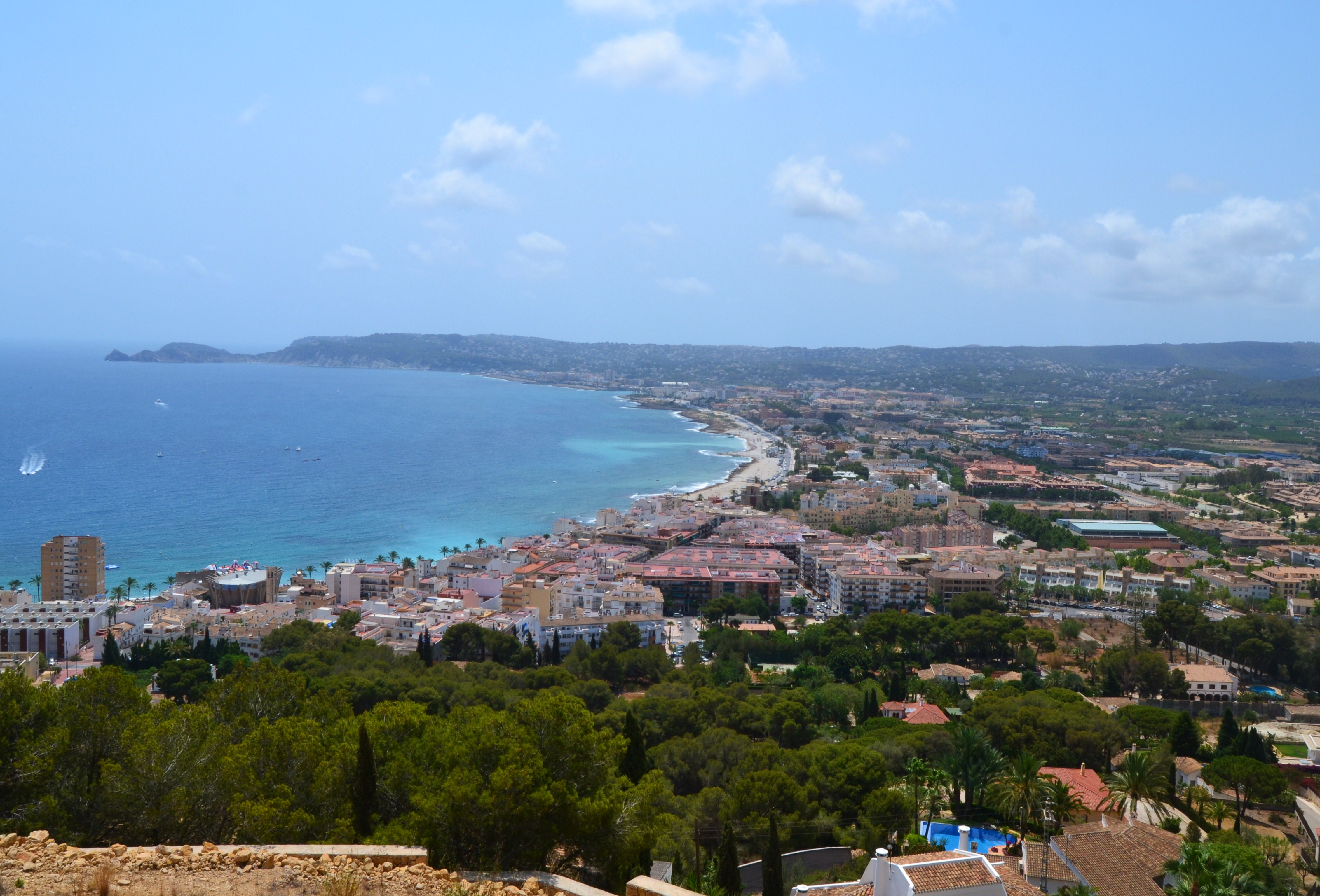
Bahía de Jávea y su bahía desde la Corona

La bahía de Jávea es una pequeña bahía situada en Jávea en la  Comunidad Valenciana, entre el cabo de San Antonio y el Cabo de San Martín, tiene una forma semicircular. Contiene diferentes calas y playas como la playa del Arenal, la cala del Portitxol,  etc. Debajo del cabo de San Antonio, en la punta septentrional, está el puerto moderno de la villa.  La actividad portuaria, tanto pesquera como comercial es muy antigua. 